# Nati nel 1270
| Questa pagina contiene informazioni ricavate automaticamente dalle voci biografiche con l'ausilio del template Bio e di un bot. L'aggiornamento è periodico e automatico e ricostruisce completamente la pagina. Se manca una persona in questa lista, sei pregato di non aggiungerla, ma accertati piuttosto che la sua voce biografica contenga il template Bio e che i dati anagrafici siano correttamente compilati. Se il template Bio manca, inseriscilo tu stesso o, in alternativa, metti l'avviso {{tmp\|Bio}} che ne segnala la mancanza. Se i dati riportati sono sbagliati, correggi direttamente la voce biografica; le modifiche saranno visibili in questa lista entro pochi giorni. Per chiarimenti vedi il progetto biografie. La lista contiene solo le 26 persone che sono citate nell'enciclopedia e per le quali è stato implementato correttamente il template Bio. Pagina aggiornata al 26 giu 2025. |

- 2 marzo - Giacomo Sciarra Colonna, cavaliere medievale italiano († 1329)
- 12 marzo - Carlo di Valois, nobile francese († 1325)
- 10 aprile - Haakon V di Norvegia, re († 1319)
- Alfonso de la Cerda, re spagnolo
- Guglielmo da Cremona, vescovo cattolico italiano († 1356)
- Angelo da Gualdo Tadino, monaco cristiano italiano († 1324)
- Radolfo Brito, filosofo e grammatico francese († 1320)
- Giovanni Cini, religioso italiano († 1335)
- Bartolomeo I della Scala, condottiero italiano († 1304)
- Luca Fieschi, cardinale italiano († 1336)
- Folgóre da San Gimignano, poeta italiano († 1332)
- Francesco da Petriolo, religioso italiano († 1314)
- Guido di Namur, politico e condottiero fiammingo († 1311)
- Guido Terreni, presbitero, filosofo e teologo francese († 1342)
- Andrew Harclay, nobile e militare britannico († 1323)
- Lanzerotto Malocello, mercante, navigatore e esploratore italiano († 1336)
- María Díaz de Haro, nobildonna spagnola († 1342)
- Mas'ud Bey, sovrano ottomano († 1300)
- Teodoro Metochita, politico, scrittore e mecenate bizantino († 1332)
- Rodolfo Morthermer, I Barone di Monthermer, nobile britannico († 1325)
- Rodolfo II d'Asburgo, nobile tedesco († 1290)
- Alfonso di Valladolid, medico spagnolo († 1346)
- William Wallace, condottiero e patriota scozzese († 1305)
- Estevan da Guarda, trovatore spagnolo († 1352)
- Guglielmo da Varignana, medico, farmacista e anatomista italiano († 1339)
- Violante di Saluzzo, nobildonna italiana († 1315)